# 陶钟
陶钟（1929年—），男，江苏吴江人，中华人民共和国政治人物，曾任中共陕西省委常委、组织部部长，陕西省人大常委会副主任。